# اندیس چاهک
چاهک یک اندیس فلزی است که در حوالی شهر مرزن آباد استان مازندران قرار دارد و مادهٔ معدنی موجود در آن، سرب و روی است.